# Championnats du monde de tennis de table 1955
Navigation
Édition précédente Édition suivante
Les championnats du monde de tennis de table 1955, vingt-deuxième édition des championnats du monde de tennis de table, ont lieu du 16 au 24 avril 1955 à Utrecht, aux Pays-Bas.
Le titre en simple messieurs est remporté par le japonais Toshiaki Tanaka, et en simple dames par la roumaine Angelica Rozeanu.

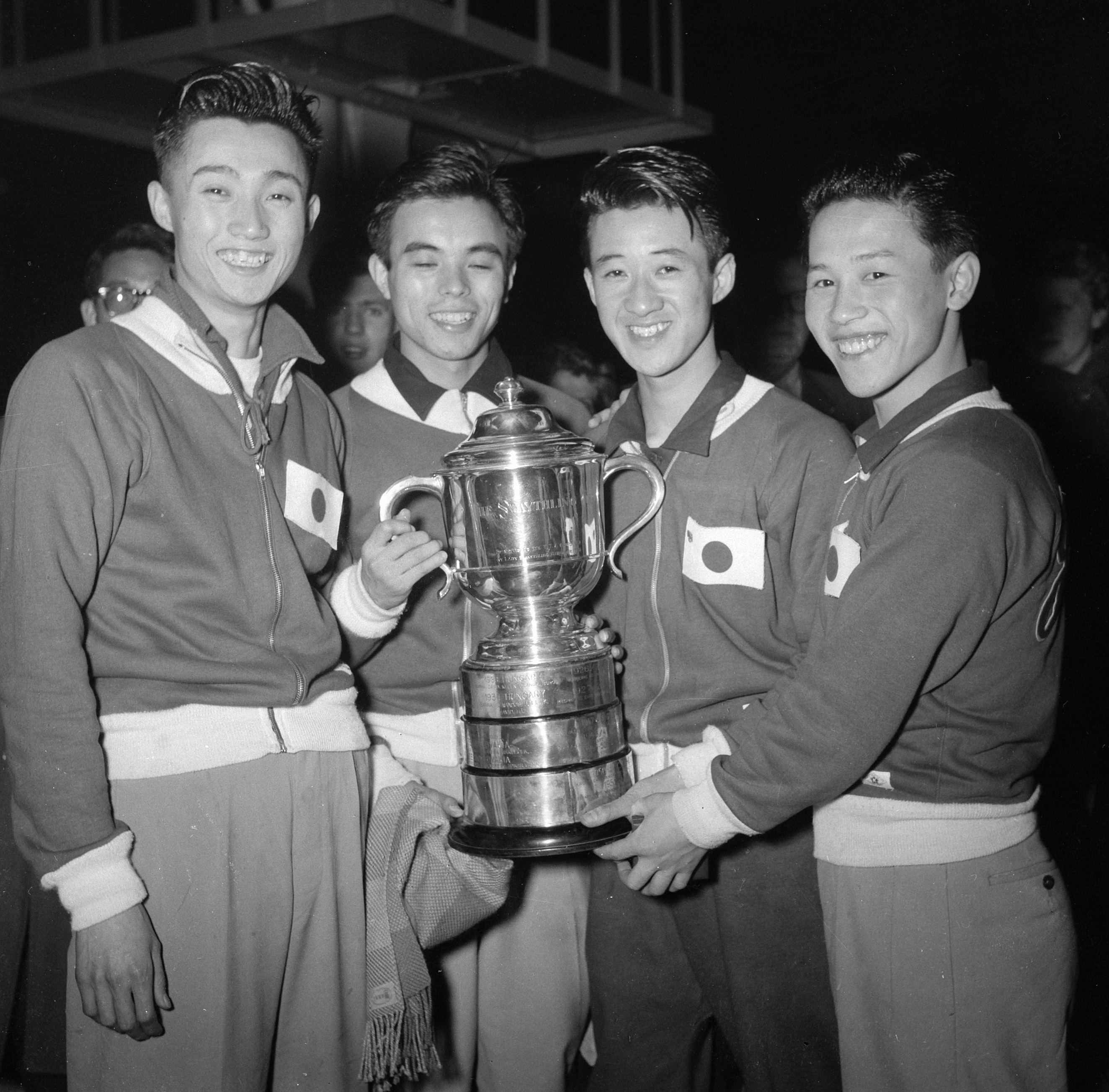
L'équipe du Japon remporte le titre par équipes.